# Tri pjesme za sopran i klavir – Roberto Haller
Tri pjesme za sopran i klavir
Te tri pjesme su Ne mogu, Kamen pjesnika i Biti riječke spisateljice Diane Rosandić izabrane iz zbirke poezije Kamen pjesnika. U njima, sebi svojstvenim glazbenim izrazom, ocrtava profinjena duševna stanja i duhovno-meditativan ugođaj tekstualnog predloška.
Pjesme su praizvedene na XIV. Matetićevim danima u Rijeci 9. travnja 2006.
Pjevala ih je sopranistica Ingrid Haller (skladateljeva supruga).

## Poveznice
- Roberto Haller